# 776

## Události

#### Probíhající události
- 772–804: Saské války

## Hlava státu
- Papež – Hadrián I. (772–795)
- Byzantská říše – Leon IV. Chazar (775–780)
- Franská říše – Karel I. Veliký (768–814)
- Anglie
  - Wessex – Cynewulf z Wessexu
  - Essex – Sigeric
  - Mercie – Offa (757–796)
  - Kent – Offa » Egbert II. + Ealhmund
- Bulharská říše – Telerig (768–777)

## Narození
- Al-Džáhiz – arabský učenec (776–869)